# Saison 5 de Game of Thrones
Chronologie
Saison 4 Saison 6
Cet article présente la cinquième saison de la série télévisée américaine de fantasy épique Game of Thrones, Le trône de fer. Composée de dix épisodes, elle est diffusée pour la première fois depuis le 12 avril 2015 au soir, mais les quatre premiers épisodes ont été diffusés illégalement sous la forme de screeners dans la nuit du 11 au 12 avril et ont été téléchargés plus de 100 000 fois en quelques heures.

## Synopsis
Avec la mort de Tywin, l'emprise des Lannister sur Westeros est ébranlée. Cersei, dont l'autorité est contestée, y compris dans sa propre maison, doit faire face à l'influence croissante de sa belle-fille, Margaery Tyrell, sur son fils, le roi Tommen. En ressuscitant la Foi Militante, une faction de fanatiques religieux de Port-Réal dirigée par le Grand Moineau, elle arrive à évincer la reine Margaery ainsi que son frère Loras en les faisant tous les deux arrêter et emprisonner. Mais son jeu se retourne brusquement contre elle lorsqu'elle se fait elle-même emprisonner par la Foi et qu'elle est forcée d'effectuer une marche de la honte, nue et les cheveux coupés, à travers toute la ville, sous les huées, les projectiles et insultes des habitants qui laissent parler toute la haine qu'ils ont pour elle.
De son côté, Jaime part à Dorne, pour protéger sa fille Myrcella, en danger depuis la mort d'Oberyn Martell. Mais cette mission se solde par un cuisant échec, Myrcella finissant empoisonnée par la veuve d'Oberyn, Ellaria Sand. Quant à Tyrion, accompagné dans sa fuite par Varys, il part à la rencontre de Daenerys Targaryen qui, elle, doit faire face à des mouvements de rébellion de la population noble de Meereen, qui ne l'accepte pas en tant que souveraine.
Parallèlement, les filles Stark doivent faire face à de nouveaux défis : Arya, à la recherche de Jaqen H'Ghar à Braavos, recherche le moyen de se venger en devenant une Sans-Visage. Sansa, manipulée par Littlefinger, doit se marier avec Ramsay Bolton, fils bâtard légitimé de Roose Bolton, le nouveau maître de Winterfell et meurtrier du roi Robb Stark. Formée par les Sans-Visages, Arya tue le garde royal Meryn Trant à Braavos, mais elle deviendra aveugle par punition.
Jon Snow, vainqueur des sauvageons, nouveau Lord Commandant, est confronté à Stannis Baratheon, qui souhaite faire de lui un Stark pour l'aider dans son projet de reconquête du Nord. À la grande fureur des membres de la Garde de Nuit, il décide de s'allier avec les Sauvageons afin qu'ils s'entraident ensemble dans la grande bataille contre les Marcheurs blancs. Jon se rend à Durlieu (le dernier grand village de sauvageons au nord du Mur) afin de passer un marché. Mais les négociations sont brutalement interrompues par l'arrivée de l'immense armée des morts, qui massacre tout le village. Rescapé de justesse de la bataille, Jon rentre à Châteaunoir mais est bientôt trahi par ses propres hommes, qui lui tendent un piège lors d'une nuit et l'assassinent.
Quant à Stannis Baratheon, après avoir longtemps séjourné à Châteaunoir, il décide de concentrer toutes ses forces pour attaquer Winterfell, tenu par les Bolton. Poussé par Mélisandre qui lui jure de s'assurer de la victoire, il décide de sacrifier sa fille Shireen au nom du Maître de la Lumière. Mais le jour de la bataille, la moitié des troupes, révoltée par les actes de leur roi, a fait désertion. Ce qu'il reste de l'armée de Stannis est massacré aux portes de Winterfell par l'armée de Ramsay. Stannis sera tué peu après la bataille par Brienne de Torth venue accomplir son serment de venger Renly Baratheon. Au même moment, Sansa réussit à s'échapper de Winterfell avec Theon Greyjoy. 

## Distribution

### Acteurs principaux
- Peter Dinklage (VF : Constantin Pappas) : Tyrion Lannister
- Nikolaj Coster-Waldau (VF : Damien Boisseau) : Jaime Lannister
- Lena Headey (VF : Laurence Bréheret) : Cersei Lannister
- Emilia Clarke (VF : Marie Tirmont) : Daenerys Targaryen
- Kit Harington (VF : Benjamin Penamaria) : Jon Snow
- Stephen Dillane (VF : Michel Dodane) : Stannis Baratheon
- Sophie Turner (VF : Kelly Marot) : Sansa Stark
- Iain Glen (VF : Patrick Béthune) : Jorah Mormont
- John Bradley-West (VF : Emmanuel Gradi) : Samwell Tarly
- Liam Cunningham (VF : Jean-Louis Faure) : Davos Mervault
- Michiel Huisman (VF : Axel Kiener) : Daario Naharis
- Nathalie Emmanuel (VF : Audrey Sablé) : Missandei
- Maisie Williams (VF : Alice Orsat) : Arya Stark
- Aidan Gillen (VF : Yann Guillemot) : Petyr Baelish, dit « Littlefinger »
- Gwendoline Christie (VF : Vanina Pradier) : Brienne de Torth
- Alfie Allen (VF : Damien Ferrette) : Theon Greyjoy
- Jerome Flynn (VF : Richard Leroussel) : Bronn
- Carice van Houten (VF : Annie Milon) : Mélisandre d'Asshaï
- Iwan Rheon (VF : Olivier Augrond) : Ramsay Bolton
- Hannah Murray (VF : Astrid Adverbe) : Vère (Gilly en VO)
- Tom Wlaschiha : Jaqen H'ghar
- Natalie Dormer (VF : Sandra Valentin) : Margaery Tyrell
- Dean-Charles Chapman (VF : Benjamin Bollen) : Tommen Baratheon
- Indira Varma (VF : Claire Guyot) : Ellaria Sand
- Kristofer Hivju (VF : Boris Rehlinger) : Tormund, dit « Fléau-d'Ogres »
- Conleth Hill (VF : Alain Flick) : Varys (4 épisodes)
- Michael McElhatton (VF : Stefan Godin) : Lord Roose Bolton (4 épisodes)

### Acteurs récurrents et invités
À Port-Réal :
- Ian Beattie : Ser Meryn Trant (6 épisodes)
- Roger Ashton-Griffiths (VF : Michel Voletti) : Lord Mace Tyrell (5 épisodes)
- Julian Glover (VF : Michel Ruhl) : Grand Mestre Pycelle (5 épisodes)
- Anton Lesser (VF : Mario Pecqueur) : Qyburn (5 épisodes)
- Jonathan Pryce (VF : Philippe Ariotti) : Le Grand Moineau (5 épisodes)
- Eugene Simon (VF : Nathanel Alimi) : Lancel Lannister (5 épisodes)
- Will Tudor (VF : Vincent de Bouard) : Olyvar (4 épisodes)
- Finn Jones (VF : Paolo Domingo) : Ser Loras Tyrell (4 épisodes)
- Ian Gelder (en) : Kevan Lannister (3 épisodes)
- Hannah Waddingham : Septa Unella (3 épisodes)
- Diana Rigg (VF : Cathy Cerdà) : Olenna Tyrell (2 épisodes)
- Nell Williams : Cersei Lannister jeune (1 épisode)
- Jodhi May : Maggy la Grenouille (1 épisode)
- Hafþór Júlíus Björnsson : Ser Gregor Clegane (1 épisode)

Au Mur :
- Brenock O'Connor (en) (VF : Max Renaudin) : Olly (9 épisodes)
- Ben Crompton (VF : Mathieu Uhl) : Eddison Tollett (8 épisodes)
- Owen Teale (VF : Paul Borne) : Ser Alliser Thorne (7 épisodes)
- Michael Condron (en) : Bowen Marsh (7 épisodes)
- Tara Fitzgerald : la reine Selyse Baratheon (6 épisodes)
- Kerry Ingram : la princesse Shireen Baratheon (5 épisodes)
- Brian Fortune (en) : Othell Yarwyck (6 épisodes)
- Dominic Carter (VF : Michel Prud'homme) : Janos Slynt (3 épisodes)
- Ali Lyons : Johnna, fille de Karsi (2 épisodes)
- Karla Lyons : la sœur de Johnna (2 épisodes)
- Ian Whyte : Wun Weg Wun Dar Wun (Wun Wun) (2 épisodes)
- Ciarán Hinds (VF : Thierry Murzeau) : Mance Rayder (1 épisode)
- J. J. Murphy (en) : Ser Denys Mallister (1 épisode)
- Murray McArthur (en) : un ancien Sauvageons (1 épisode)
- Will O'Connell : Todder (1 épisode)

Dans la baie des Serfs :
- Joel Fry (VF : Jean-Alain Velardo) : Hizdahr zo Loraq (6 épisodes)
- Jacob Anderson (VF : Namakan Koné) : Ver Gris (5 épisodes)
- Ian McElhinney (VF : Frédéric Cerdal) : Ser Barristan Selmy (4 épisodes)
- Reece Noi (en) : Mossador (2 épisodes)
- Adewale Akinnuoye-Agbaje : Malko (2 épisodes)
- Enzo Cilenti : Yezzan zo Qaggaz (2 épisodes)
- Nicholas Boulton : Speaker de la fosse (1 épisode)

À Dorne :
- Nell Tiger Free (VF : Leslie Lipkins) : la princesse Myrcella Baratheon (5 épisodes)
- DeObia Oparei : Areo Hotah (5 épisodes)
- Keisha Castle-Hughes (VF : Valérie Décobert) : Obara Sand (5 épisodes)
- Jessica Henwick (VF : Cindy Tempez) : Nymeria Sand (5 épisodes)
- Rosabell Laurenti Sellers (VF : Nastassja Girard) : Tyene Sand (5 épisodes)
- Alexander Siddig (VF : Pierre Tissot) : le prince Doran Martell (4 épisodes)
- Toby Sebastian (VF : Clément Moreau) : le prince Trystane Martell (4 épisodes)

Dans le Val d'Arryn :
- Lino Facioli : Lord Robin Arryn (1 épisode)
- Rupert Vansittart : Lord Yohn Royce (1 épisode)

Au Nord :
- Daniel Portman : Podrick Payne (6 épisodes)
- Charlotte Hope : Myranda (4 épisodes)
- Elizabeth Webster (en) : Lady Walda Bolton (3 épisodes)
- Stella McCusker : Vieille Dame (3 épisodes)

Au-delà du Mur :
- Tim Loane : un Marcheur Blanc (1 épisode)
- Richard Brake : le Roi de la nuit (1 épisode)
- Ross O'Hennessy (en) : le Seigneur des Os (1 épisode)
- Birgitte Hjort Sørensen : Karsi (1 épisode)
- Zahary Baharov : Loboda (1 épisode)

À Braavos :
- Faye Marsay : l'orpheline Sans-Visage (4 épisodes)
- Sarine Sofair : Lhara (3 épisodes)
- Gary Oliver (en) : Ternesio Terys (2 épisodes)
- Oengus MacNamara : l'homme mince (2 épisodes)
- Mark Gatiss : Tycho Nestoris (1 épisode)
- Morgan C. Jones : le capitaine de Braavos (1 épisode)

## Production

### Développement
Le 8 avril 2014, la série a été renouvelée pour deux saisons supplémentaires.

### Fuites
Cette saison a fait l'objet de plusieurs fuites. La bande-annonce de la saison a été divulguée sur Internet avant sa sortie officielle en janvier 2015. Le 12 avril, avant la diffusion du premier épisode de la saison, les screeners des quatre premiers épisodes, à l'origine destinés à la presse pour la critique, ont été mis à disposition sur plusieurs sites de torrent,.

## Liste des épisodes

### Épisode 1:Les Guerres à venir
- États-Unis /  Canada : 12 avril 2015 sur HBO / HBO Canada
- France,  Belgique,  Suisse : 13 avril 2015 sur OCS City / Be 1 / RTS Un (en VOSTFr)
- Québec : 18 juin 2015 sur Super Écran[6],[7] (en VF)

- États-Unis : 8 millions de téléspectateurs[8] (première diffusion)

- Ciarán Hinds (Mance Rayder)
- Owen Teale (Alliser Thorne)
- Julian Glover (Grand Mestre Pycelle)
- Tara Fitzgerald (Selyse Baratheon)
- Roger Ashton-Griffiths (Mace Tyrell)
- Jacob Anderson (Ver Gris)
- Finn Jones (Loras Tyrell)
- Daniel Portman (Podrick Payne)
- Jodhi May (Maggy)
- Dominic Carter (Janos Slynt)
- Joel Fry (Hizdahr zo Loraq)
- Ben Crompton (Eddison Tollett)
- Eugene Simon (Lancel Lannister)
- Will Tudor (Olyvar)
- Rupert Vansittart (Yohn Royce)
- Ian Beattie (Meryn Trant)
- Ian Gelder (Kevan Lannister)
- Brenock O'Connor (Olly)
- Kerry Ingram (Shireen Baratheon)
- Paul Bentley (Grand Septon)
- Reece Noi (Mossador)
- Michael Condron (Bowen Marsh)
- Lino Facioli (Robin Arryn)
- Nell Williams (Cersei Lannister jeune)
- Isabella Steinbarth (Melara Hetherspoon)

Dans un flashback, une sorcière prédit l'avenir de la jeune Cersei : elle sera reine des Sept Couronnes avant d'être renversée et de perdre ses trois enfants.
Port-Réal pleure la mort de Tywin Lannister. Jaime craint que la perte de leur père n'affaiblisse la famille, tandis que Cersei blâme son frère sur les conséquences d'avoir libéré Tyrion. Durant les obsèques, Cersei retrouve son cousin Lancel, vêtu très pauvrement et appartenant désormais à une secte fanatique appelée les Moineaux. Il en profite pour lui confesser son péché d'avoir eu des rapports incestueux avec elle et sa participation à la mort du Roi Robert. Margaery reproche à Loras sa liberté sexuelle ouverte avec son écuyer Olyvar, et envisage d'écarter la régente du pouvoir.
Tyrion a fui à Pentos avec Varys. Abattu après avoir tué son père et Shae en s'enfuyant Port-Real, Tyrion se voit proposé par Varys de rejoindre Meereen et soutenir la cause de Daenerys. A Meereen, la reine des dragons voit la politique la rattraper : une faction rebelle - les Fils de la Harpie - commence à s'en prendre aux Immaculés. Daario Naharis et Hizdahr zo Loraq ont réussi à imposer un pouvoir démocratique à Yunkai, mais plusieurs seigneurs exigent la réouverture des arènes de combat en échange de leur soumission. Daenerys refuse mais Daario lui confesse sur l'oreiller qu'elle pourrait perdre le pouvoir, alors même qu'elle ne contrôle plus ses dragons.
Petyr Baelish confie l'éducation sans espoir de Robin Arryn à Yohn Royce. Il quitte ensuite le Val avec Sansa pour une destination connue de lui seul, loin de l'influence de Cersei. Le convoi chemine ironiquement près de Brienne qui passe sa colère sur Podrick, Arya ayant refusé sa protection et ne sachant où trouver Sansa.

### Épisode 2:La Demeure du noir et du blanc
- États-Unis : 19 avril 2015 sur HBO
- France,  Suisse : 20 avril 2015 sur OCS City / RTS Un (en VOSTFr)
- Belgique : 21 avril 2015 sur Be 1 (en VOSTFr)
- Québec : 25 juin 2015 sur Super Écran[6] (en VF)

- États-Unis : 6,81 millions de téléspectateurs[10] (première diffusion)

- Peter Vaughan (mestre Aemon)
- Julian Glover (grand mestre Pycelle)
- Anton Lesser (Qyburn)
- Tara Fitzgerald (Selyse Baratheon)
- Owen Teale (Alliser Thorne)
- Alexander Siddig (le prince Doran Martell)
- Jacob Anderson (Ver Gris)
- Ben Crompton (Eddison Tollett)
- Dominic Carter (Janos Slynt)
- Daniel Portman (Podrick Payne)
- Roger Ashton-Griffiths (Mace Tyrell)
- Joel Fry (Hizdahr zo Loraq)
- DeObia Oparei (Areo Hotah)
- Ian Gelder (Kevan Lannister)
- Ian Beattie (Meryn Trant)
- Reece Noi (Mossador)
- Kerry Ingram (Shireen Baratheon)
- Brenock O'Connor (Olly)
- Nell Tiger Free (Myrcella Baratheon)
- Toby Sebastian (prince Trystane Martell)
- Elizabeth Cadwallader (Lollys Stokeworth)
- Brian Fortune (Othell Yarwyck)
- JJ Murphy (Denys Mallister)
- Michael Condron (Bowen Marsh)
- Thomas Fava (le passant)
- Derek Lord (l'officier)
- Cedric Henderson (l'autre visage de Jaqen H'ghar)
- Gary Oliver (Ternesio Terys)

Arya Stark atteint les côtes de Braavos, mais un Sans-Visage lui refuse l'entrée de la Demeure du noir et du blanc. Après avoir erré dans les rues, elle croise de nouveau le Sans-Visage qui tombe le masque pour redevenir Jaqen H'ghar. L'homme « sans nom » lui accorde alors l'accès au palais.
Dans les terres de l'est, Brienne et Podrick retrouvent Sansa et Littlefinger dans une auberge. La cavalière offre ses services à la fille de Catelyn Stark, mais celle-ci, sous l'influence de Baelish devenu son oncle par alliance, décline à l'instar de sa sœur. Lord Baelish cherche à l'appréhender, mais Brienne parvient à fuir avec Podrick. Brienne, consciente que Sansa est sous emprise de Littlefinger, choisit de suivre le convoi de Sansa à distance.
Cersei reçoit un médaillon appartenant à sa fille Myrcella en guise de menace. Jaime se propose alors d'aller la récupérer en secret avec l'aide de Bronn. À Dorne, Myrcella coule des jours heureux mais ne survit que grâce à la protection du seigneur Doran Martell, qui tempère les envies meurtrières de sa belle-sœur Ellaria Sand et du peuple Dornien, désireux de venger la mort d'Oberyn.
À Meereen, le cas d'un des fils de la Harpie, capturé par Daario Naharis, divise la ville. Barristan Selmy parle à Daenerys de son père, lui recommandant de ne pas suivre son exemple. Daenerys consent à accorder un procès au fils de la Harpie, mais il est assassiné par un ancien esclave. Daenerys fait alors exécuter ce dernier, s'attirant les foudres du peuple libéré. Son seul réconfort est le retour de Drogon.
Varys et Tyrion font route vers Meereen via Volantis, cachés dans un carrosse, la tête du nain étant mise à prix. Faute d'avoir pu obtenir la mort de son frère, Cersei organise sa propre régence en nommant Mace Tyrell grand argentier, Qyburn maître des chuchoteurs malgré l'aversion de Pycelle envers ce dernier, et son oncle Kevan au poste de maître de guerre. Mais celui-ci ne reconnaît pas la légitimité de sa nièce et retourne à Castral Roc. 

### Épisode 3:Le Grand Moineau
- États-Unis : 26 avril 2015 sur HBO
- France,  Belgique : 27 avril 2015 sur OCS / Be 1 (en VOSTFr)
- Québec : 2 juillet 2015 sur Super Écran[6] (en VF)

- États-Unis : 6,71 millions de téléspectateurs[12] (première diffusion)

- Jonathan Pryce (Grand Moineau)
- Julian Glover (Grand Mestre Pycelle)
- Anton Lesser (Qyburn)
- Owen Teale (Alliser Thorne)
- Roger Ashton-Griffiths (Mace Tyrell)
- Ben Crompton (Eddison Tollett)
- Daniel Portman (Podrick Payne)
- Dominic Carter (Janos Slynt)
- Ian Beattie (Meryn Trant)
- Eugene Simon (Lancel Lannister)
- Brenock O'Connor (Olly)
- Will Tudor (Olyvar)
- Finn Jones (Loras Tyrell)
- Charlotte Hope (Myranda)
- Rila Fukushima (la prêtresse rouge)
- Elizabeth Webster (Walda Bolton)
- Paul Bentley (Grand Septon)
- Brian Fortune (Othell Yarwyck)
- Michael Condron (Bowen Marsh)
- Gwyneth Keyworth (Clea)
- Mishael Lopes Cardozo (le garde de la maison close)
- David Garlick (l'homme découragé)
- Faye Marsay (la Gamine)
- Samantha Bentley (une prostituée)
- Xena Avramidis (la prostituée)
- Portia Victoria (la déesse de la maison close)

À Braavos, Arya commence sa vie parmi les Sans-Visage et cohabite avec une orpheline qui se montre dure envers elle. Jaqen la force aussi à renoncer à tous ses biens personnels. Arya jette alors toutes ses affaires dans le lac mais renonce à sacrifier son épée qu'elle cache sous un rocher près de la berge.
Le mariage de Tommen et Margaery est célébré et consommé. Mais Cersei voit l'influence de la reine sur son fils d'un très mauvais œil lorsqu'elle comprend qu'on veut l'écarter de la Capitale. Le Grand Septon est surpris dans le bordel de Littlefinger puis frappé et humilié publiquement par Lancel et la secte des Moineaux. L'homme de foi se plaint au Conseil Restreint, mais Cersei le fait jeter dans une oubliette du donjon rouge et prend le parti du chef spirituel - surnommé le Grand Moineau - après l'avoir rencontré.
À Winterfell, Ramsay gouverne ses bannerets par la terreur sous les yeux de Theon toujours soumis. Roose rappelle à son fils qu'ils ont besoin d'alliés maintenant que Tywin est mort, et a projeté avec Littlefinger de le marier à Sansa Stark. Près de Moat Cailin, étape de Winterfell, l'intéressée apprend avec indignation ce mariage arrangé de la bouche de Lord Baelish, dans le but d'allier le Nord et les Eyrié pour renverser la dynastie régnante. Sansa finit par accepter et rencontre Lord Bolton et son futur époux à Winterfell, devant une Myranda jalouse. Brienne suit toujours Sansa à distance et décide aussi d'apprendre à Podrick les rudiments de la chevalerie, tout en se confiant l'un à l'autre.
Au Mur, Jon accepte sa charge de Lord Commandant et refuse l'offre de Stannis, qui le laisse donc avec les Sauvageons. Peu rancunier, il nomme Ser Alliser premier patrouilleur mais mute Janos Slynt pour un autre fort à restaurer. Mais ce dernier refuse et insulte Jon, qui use alors de son autorité et le décapite sur le billot malgré ses supplications.

### Épisode 4:Les Fils de la Harpie
- États-Unis : 3 mai 2015 sur HBO
- France,  Belgique : 4 mai 2015 sur OCS / Be 1 (en VOSTFr)
- Québec : 9 juillet 2015 sur Super Écran[6] (en VF)

- États-Unis : 6,82 millions de téléspectateurs[14] (première diffusion)

- Jonathan Pryce (Grand Moineau)
- Julian Glover (Grand Mestre Pycelle)
- Anton Lesser (Qyburn)
- Tara Fitzgerald (Selyse Baratheon)
- Roger Ashton-Griffiths (Lord Mace Tyrell)
- Jacob Anderson (Ver Gris)
- Ian Beattie (Ser Meryn Trant)
- Joel Fry (Hizdahr zo Loraq)
- Eugene Simon (Lancel Lannister)
- Keisha Castle-Hughes (Obara Sand)
- Rosabell Laurenti Sellers (Tyene Sand)
- Jessica Henwick (Nymeria Sand)
- Kerry Ingram (Shireen Baratheon)
- Brenock O'Connor (Olly)
- Finn Jones (Loras Tyrell)
- Will Tudor (Olyvar)
- Gary Pillai (le capitaine marchand)
- Christian Vit (le chef de la Garde de Dorne)
- Josephine Gillan (Marei)
- Meena Rayann (la femme noble de Meereen)
- Slavko Sobin (le combattant de Meeren)
- Paddy Wallace (le chef de la garde royale)
- Allon Sylvain (le marchand étranger)
- Samantha Bentley (une prostituée)
- Xena Avramidis (la prostituée)
- Portia Victoria (la déesse de la maison close)

Jaime et Bronn rejoignent la côte de Dorne où ils espéraient arriver discrètement, mais sont surpris par des cavaliers dont ils parviennent toutefois à se débarrasser. Ils ont été trahis par le capitaine du navire qui a révélé leur arrivée aux Aspics des Sables, filles d'Oberyn Martell (Nymeria, Obara et Tyene). Ellaria – mère de cette dernière – convainc alors les Aspics de partir en guerre.
Cersei prépare sa revanche sur Margaery en envoyant Mace Tyrell négocier avec la Banque de Fer. Elle nomme également le Grand Moineau comme nouveau Grand Septon et lui permet de créer une nouvelle Foi militante, une milice de croyants qui vont réprimer dans le sang toute forme de luxure, jusqu'à arrêter Loras Tyrell pour son homosexualité. Le roi Tommen ne parvient pas à s'imposer devant sa mère ni face aux Moineaux, et perd sa femme, isolée.
À Châteaunoir, Jon Snow signe des actes de renfort pour la Garde de Nuit en hommes et en vivres, y compris celle émanant de Bolton. Mélisandre tente de séduire Jon pour le convaincre de rejoindre la cause de Stannis mais échoue. Ce dernier renouvelle son amour pour sa fille Shireen à l'inverse de sa mère. Petyr Baelish, rappelé par Cersei, doit partir pour Port-Réal et laisse Sansa à Winterfell, mais il compte sur elle pour prendre l'ascendant sur les Bolton en attendant l'arrivée de Stannis.

### Épisode 5:Tue l'enfant
- États-Unis : 10 mai 2015 sur HBO
- France,  Belgique : 11 mai 2015 sur OCS / Be 1 (en VOSTFr)
- Suisse : 11 mai 2015 sur RTS Un
- Québec : 16 juillet 2015 sur Super Écran[6] (en VF)

- États-Unis : 6,56 millions de téléspectateurs[15] (première diffusion)

- Peter Vaughan (Mestre Aemon)
- Tara Fitzgerald (Selyse Baratheon)
- Owen Teale (Ser Alliser Thorne)
- Jacob Anderson (Ver-Gris)
- Joel Fry (Hizdahr zo Loraq)
- Ben Crompton (Edd Tollett)
- Daniel Portman (Podrick Payne)
- Charlotte Hope (Myranda)
- Kerry Ingram (Shireen Baratheon)
- Brenock O'Connor (Olly)
- Elizabeth Webster (Walda Bolton)
- Brian Fortune (Othell Yarwyck)
- Michael Condron (Bowen Marsh)
- Gianpiero Cognoli (Mestre Eaton)
- Peter Silverleaf (Elboneno)

Barristan Selmy n'a pas survécu, contrairement à Ver Gris. L'immaculé est veillé par Missandei et tous deux se rapprochent. Daario suggère à Daenerys un nettoyage méthodique de la ville, mais la reine opte pour une méthode plus radicale en donnant en pâture à ses dragons un noble de Meereen sous le regard d'autres familles jusqu'à que les chefs des Harpies se dénoncent. Elle change finalement d'avis sous les conseils de Missandei et consent à rouvrir les arènes de combat et à se marier avec Hizdar zo Loraq afin de consolider les liens avec la cité.
Au Mur, Jon décide de libérer Tormund afin qu'il l'aide à rallier les Sauvageons pour les ramener au sud du Mur, préférant les avoir comme alliés contre les Marcheurs blancs plutôt qu'ils grossissent leur rang avec l'arrivée de l'hiver. Cette décision divise la Garde de Nuit, en particulier le jeune Olly. Ne pouvant attendre ces hypothétiques renforts, Stannis prête des navires à Jon pour sa mission puis fait route avec son armée pour affronter les Bolton à Winterfell. 
Brienne et Podrick s'installent dans une auberge proche de Winterfell et trouvent un intermédiaire pour contacter Sansa. Celle-ci découvre peu à peu la vraie nature de Ramsay Bolton en découvrant - par Myranda - Theon Greyjoy réduit à l'état d'esclave et nommé Schlingue. Mais Ramsay déchante quand il apprend que son père et son épouse Walda attendent un fils. Roose persuade néanmoins son fils de rester unis pour battre Stannis.

### Épisode 6:Insoumis, Invaincus, Intacts
- États-Unis : 17 mai 2015 sur HBO
- France,  Belgique : 18 mai 2015 sur OCS / Be 1 (en VOSTFr)
- Québec : 23 juillet 2015 sur Super Écran[6] (en VF)

- États-Unis : 6,24 millions de téléspectateurs[16] (première diffusion)

- Diana Rigg (Olenna Tyrell)
- Jonathan Pryce (Grand Moineau)
- Alexander Siddig (Doran Martell)
- DeObia Oparei (Areo Hotah)
- Keisha Castle-Hughes (Obara Sand)
- Rosabell Laurenti Sellers (Tyene Sand)
- Jessica Henwick (Nymeria Sand)
- Finn Jones (Loras Tyrell)
- Will Tudor (Olyvar)
- Eugene Simon (Lancel Lannister)
- Faye Marsay (l'orpheline)
- Adewale Akinnuoye-Agbaje (Malko)
- Toby Sebastian (Trystane Martell)
- Nell Tiger Free (Myrcella Baratheon)
- Charlotte Hope (Myranda)
- Elizabeth Webster (Walda Bolton)
- James McKenzie Robinson (Joss)
- Hattie Gotobed (Ghita)

Arya poursuit son entraînement pour abandonner son identité, mise à rude épreuve par Jaqen. De plus en plus consciencieuse, Arya reçoit les secrets du temple de la bouche du sans-visage.
Jorah et Tyrion poursuivent leur route à pied. Le nain dévoile les raisons de sa fuite mais aussi la mort de Jeor Mormont - père de Jorah - par-delà le Mur, et s'interroge sur l'avenir du royaume si Daenerys venait à régner. Le duo est bientôt capturé par des esclavagistes et, après une longue palabre, Tyrion les convainc de faire combattre Jorah dans une arène à Meereen, leur destination.
Lord Baelish revient à Port-Réal, accueilli par frère Lancel et d'autres Moineaux menaçants. Il rapporte à Cersei la présence de Sansa Stark à Winterfell et son mariage avec le fils Bolton, omettant de signaler son implication. Il préconise aussi de laisser les Bolton et Stannis s'entretuer avant d'envoyer les chevaliers du Val, souhaitant en retour devenir gouverneur du Nord. Cersei elle-même doit affronter la colère de Lady Olenna Tyrell pour l'incarcération de Loras. Celui-ci finit par passer en jugement devant le Grand Moineau et nie les accusations, appuyé par sa sœur Margaery. Mais Olyvar confirme la relation homosexuelle, et Loras et Margaery sont arrêtés par la Foi religieuse au grand plaisir de Cersei.
À Dorne, Jaime et Bronn parviennent aux Jardins aquatiques et tentent d'emmener Myrcella alors éprise de Trystane, fils de Doran. Les Aspics des Sables arrivent au même moment et un combat s'engage, mais tous sont stoppés par la garde de Areo Hotha qui appréhende également Ellaria Sand.

### Épisode 7:Le Cadeau
- États-Unis : 24 mai 2015 sur HBO
- France,  Belgique : 25 mai 2015 sur OCS / Be 1 (en VOSTFr)
- Québec : 30 juillet 2015 sur Super Écran[6] (en VF)

- États-Unis : 5,4 millions de téléspectateurs[19] (première diffusion)

- Diana Rigg (Olenna Tyrell)
- Jonathan Pryce (le Grand Moineau)
- Peter Vaughan (Mestre Aemon)
- Owen Teale (Alliser Thorne)
- Ben Crompton (Edd Tollett)
- DeObia Oparei (Areo Hotah)
- Enzo Cilenti (Yezzan zo Qaggaz)
- Keisha Castle-Hughes (Obara Sand)
- Rosabell Laurenti Sellers (Tyene Sand)
- Jessica Henwick (Nymeria Sand)
- Daniel Portman (Podrick Payne)
- Joel Fry (Hizdahr zo Loraq)
- Nell Tiger Free (Myrcella Baratheon)
- Brenock O'Connor (Olly)
- Eugene Simon (Lancel Lannister)
- Adewale Akinnuoye-Agbaje (Malko)
- Hannah Waddingham (Septa Unella)
- Brian Fortune (Othell Yarwyck)
- Michael Condron (Bowen Marsh)
- Ian Lloyd Anderson (Derek)
- Jonathan Byrne (Brant)
- Nikola Bace

Jon Snow quitte Châteaunoir pour Durlieu avec Tormund et quelques hommes. Plus tard, Vère et Sam sont au chevet de Mestre Æmon. Mourant, le vieux Targaryen s'éteint durant la nuit. Lors des funérailles, Ser Alliser glisse à Sam qu'il est désormais seul. Deux frères de la Garde tentent plus tard de violer Vère. Sam s'interpose mais est sévèrement battu avant que les deux malfaisants ne battent en retraite devant le loup Fantôme. Vère soigne ensuite Sam et lui fait découvrir son premier rapport charnel.
La neige tombe abondamment sur Winterfell où Sansa est violentée toutes les nuits par Ramsay. Aussi supplie-t-elle Theon de l'aider en envoyant un signal via une tour. Mais Theon, convaincu de s'appeler Schlingue et totalement asservi par Ramsay, la dénonce à ce dernier. Ramsay trouve Sansa et après lui avoir appris entre autres la nomination de Jon Snow comme Lord Commandant, lui expose le cadavre écorché vif d'une servante qui avait tenté d'aider Sansa. Au loin, la tempête de neige cause de nombreuses pertes dans les rangs de Stannis ainsi que des désertions. Ser Davos conseille à son roi de retourner à Châteaunoir, mais Stannis s'obstine à vouloir attaquer Winterfell avant l'hiver. Mélisandre a foi en sa victoire mais Stannis a quelques réticences, surtout quand elle envisage de sacrifier sa fille Shireen à son dieu.
Jorah finit vendu comme gladiateur à un homme de Meereen et Tyrion convainc ce dernier de l'acheter à son tour. Non loin, Daenerys inaugure avec Hizdahr une petite arène de gladiateurs pour montrer son respect des traditions, malgré sa révulsion pour ces jeux barbares. Voyant la présence de sa reine, Jorah se lance alors de lui-même dans l'arène et remporte le combat avant d'enlever son masque. Daenerys est surprise mais n'a que faire de l'homme qui l'a jadis trahi. Jorah clame alors qu'il est venu avec un présent, et Tyrion apparaît de son gré devant la reine en déclinant son identité.
À Dorne, Jaime est autorisé à voir Myrcella mais la jeune fille refuse de retourner à Port-Réal. Dans les cachots, les Aspics des Sables et Bronn se chambrent mutuellement. Tyene lui expose même son corps et lui donne un antidote pour lui éviter la mort, l'ayant auparavant blessé en combat avec sa dague empoisonnée.

### Épisode 8:Durlieu
- États-Unis : 31 mai 2015 sur HBO
- France,  Belgique : 1er juin 2015 sur OCS / Be 1 (en VOSTFr)
- Québec : 6 août 2015 sur Super Écran[6] (en VF)

- États-Unis : 7,1 millions de téléspectateurs[20] (première diffusion)

- Anton Lesser (Qyburn)
- Ben Crompton (Edd Tollett)
- Faye Marsay (Waif)
- Birgitte Hjort Sørensen (Karsi)
- Enzo Cilenti (Yezzan zo Qaggaz)
- Zachary Baharov (Loboda)
- Hannah Waddingham (Septa Unella)
- Brenock O'Connor (Olly)
- Ian Whyte (Wun Wun)
- Sarine Sofair (Lhara)
- Richard Brake (le roi de la Nuit)
- Ross O'Hennessy (le seigneur des Os)
- Murray McArthur (le vieux sauvageon)
- Will O'Connell (l'homme de la Garde de Nuit)
- Oengus MacNamara (l'homme mince)
- Morgan C. Jones
- Tim Loane
- Ali Lyons (fille de Karsi)
- Karla Lyons (fille de Karsi)
- Ian Lloyd Anderson (Derek)
- Jonathan Byrne (Brant)
- Nikola Bace

Daenerys donne audience à Tyrion et Jorah, mais n'accorde pas la parole à ce dernier. Le nain défend Jorah tout en argumentant en faveur de la reine, qui se faisant, sauve la vie du chevalier qui subit une nouvelle fois le bannissement. 
Après discussions raisonnées, Tyrion convainc la Khaleesi de l'épargner pour rentrer à son service comme conseiller. Tyrion lui explique la réalité sur le manque de soutien qu'elle peut avoir à Westeros et que sa place est pour l'instant à Meereen. De son côté, Jorah, démuni mais déterminé, retourne auprès  de son récent esclavagiste et le persuade de le faire combattre à nouveau pour la reine dans la grande arène de Meereen. 
Cersei, toujours emprisonnée, refuse de se confesser et se retrouve maltraitée par la septa. Elle reçoit la visite de Qyburn qui l'informe que Kevan, son oncle, a été appelé depuis Castral Roc pour venir assurer la régence à Port-Réal, que Tommen refuse de se nourrir et qu'elle sera bientôt jugée.
Jaqen prépare Arya à sa première mission : se faire passer pour une vendeuse de fruits de mer pour espionner un homme avare. Ceci fait, elle doit maintenant l'empoisonner mais les Sans-visage ne craignent qu'elle ne soit pas prête pour ce qui l'attend.
À Winterfell, Sansa demande à Theon pourquoi il l'a trahie. L'homme évoque les tortures infligées par Ramsay, l'ayant totalement détruit. Sansa s'en réjouit et l'invective pour le meurtre de ses deux petits frères. Mais à sa surprise, il lui avoue que la mort de Bran et Rickon n'était qu'un simulacre. Roose Bolton reste prudent et compte sur les défenses du château et l'affaiblissement de Stannis pour triompher. Ramsay demande cependant un assaut rapide avec une vingtaine d'hommes. 
Au Mur, Sam rassure Olly qui s'interroge sur le bien-fondé de la décision de Jon de s'allier aux Sauvageons, les meurtriers de ses parents. 
- Le titre de l'épisode fait référence à Durlieu, un imposant village sauvageon au-delà du Mur situé sur le cap Storrold et donnant sur la mer Grelotte[21].

### Épisode 9:La Danse des dragons
- États-Unis : 7 juin 2015 sur HBO
- France,  Belgique : 8 juin 2015 sur OCS / Be 1 (en VOSTFr)
- Québec : 13 août 2015 sur Super Écran[6] (en VF)

- États-Unis : 7,14 millions de téléspectateurs[22] (première diffusion)

- Owen Teale (Ser Alliser Thorne)
- Tara Fitzgerald (Selyse Baratheon)
- Mark Gatiss (Tycho Nestoris)
- Alexander Siddig (Doran Martell)
- DeObia Oparei (Areo Hotah)
- Joel Fry (Hizdahr zo Loraq)
- Ian Beattie (Ser Meryn Trant)
- Roger Ashton-Griffiths (Mace Tyrell)
- Ben Crompton (Edd Tollett)
- Keisha Castle-Hughes (Obara Sand)
- Rosabell Laurenti Sellers (Tyene Sand)
- Jessica Henwick (Nymeria Sand)
- Nell Tiger Free (Myrcella Baratheon)
- Toby Sebastian (Trystane Martell)
- Kerry Ingram (Shireen Baratheon)
- Brenock O'Connor (Olly)
- Ian Whyte (Wun Wun)
- Nicholas Boulton (l'annonceur de l'arène)
- Oengus MacNamara (l'homme mince)
- Sarine Sofair (Lhara)
- Karla Lyons (la sœur de Johnna)
- Ali Lyons (Johnna)
- Brian Fortune (Othell Yarwyck)
- Michael Condron (Bowen Marsh)

Le camp de Stannis subit une attaque incendiaire simultanée de Ramsay qui occasionne de lourdes pertes en armement, montures et provisions. Stannis refuse pourtant de reculer et demande à Ser Davos de retourner à Châteaunoir pour assurer un ravitaillement. Avant de partir, Davos offre à Shireen un petit cerf en bois en remerciement de lui avoir appris à lire. Stannis trouve peu après sa fille et lui dit qu'un terrible choix s'impose, mais Shireen souhaite aider son père et son armée en perdition. Elle suit des soldats en toute quiétude mais réalise soudain de ce qui l'attend en voyant le bûcher et Mélisandre. Prise de terreur, la jeune fille exige de voir son père mais elle est ligotée avant que la prêtresse ne fasse une incantation au seigneur de la lumière et enflamme le bûcher. Selyse, d'abord stoïque, reprend ses esprits en voyant sa fille l'implorer mais ne parviendra pas à la sauver. Plusieurs soldats s'indignent eux aussi alors que Stannis reste impassible pour ne pas perdre contenance.
Plus au Nord, Jon Snow arrive au Mur avec les Sauvageons survivants de Durlieu. Après hésitation, Ser Alliser fait ouvrir le tunnel, mais l'hostilité des frères de la Garde de Nuit envers Jon n'étonne guère ce dernier.
À Dorne, Doran se montre magnanime et reconnaît la légitimité de Tommen devant Jaime et au désarroi d'Ellaria Sand, rancunière. Le seigneur de Dorne accorde aussi le retour de Myrcella à Port-Réal en compagnie de Trystane, à condition que ce dernier prenne la place d'Oberyn au Conseil restreint. Jaime obtient de son côté la libération de Bronn. Ellaria fulmine mais Doran exige et obtient son allégeance sous peine de mort.
À Braavos, Arya est sur le point d'empoisonner sa cible quand elle découvre l'arrivée de Mace Tyrell, accompagné par Ser Meryn Trant, qui fait partie de sa liste à abattre. Elle les suit discrètement et découvre avec effroi les penchants pédophiles du garde royal. Ce faisant, elle a délaissé sa mission première et Jaqen est méfiant.
- Le titre fait référence au livre que lit Shereen Baratheon, ainsi que le combat dans l'arène de Meereen au cours duquel le dragon sauve Daenerys et la laisse le chevaucher.
- Le titre de l'épisode, "La danse des Dragons" est un épisode de l'histoire de Westeros qui s'est déroulée plus d'un siècle plus tôt, dont les évènements sont racontés dans la série dérivée House of the Dragon.
- La scène de la mise à mort de la jeune Shireen Baratheon a suscité de vives réactions parmi les fans de la série qui, choqués, ont exprimé leur vive émotion sur les réseaux sociaux[23].

### Épisode 10:La Miséricorde de la Mère
- États-Unis : 14 juin 2015 sur HBO
- France,  Belgique : 15 juin 2015 sur OCS / Be 1 (en VOSTFr)
- Québec : 20 août 2015 sur Super Écran[6] (en VF)

- États-Unis : 8,11 millions de téléspectateurs[22] (première diffusion)

- Jonathan Pryce (Grand Moineau)
- Owen Teale (Alliser Thorne)
- Tara Fitzgerald (Selyse Baratheon)
- Ian Beattie (Meryn Trant)
- Anton Lesser (Qyburn)
- Julian Glover (Grand Mestre Pycelle)
- Alexander Siddig (Doran Martell)
- Jacob Anderson (Ver Gris)
- Daniel Portman (Podrick Payne)
- Faye Marsay (Waif)
- DeObia Oparei (Areo Hotah)
- Keisha Castle-Hughes (Obara Sand)
- Rosabell Laurenti Sellers (Tyene Sand)
- Jessica Henwick (Nymeria Sand)
- Brenock O'Connor (Olly)
- Charlotte Hope (Myranda)
- Ian Gelder (Kevan Lannister)
- Nell Tiger Free (Myrcella Baratheon)
- Toby Sebastian (Trystane Martell)
- Hannah Waddingham (Septa Unella)
- Hafthór Júlíus Björnsson (Gregor Clegane)
- Brian Fortune (Othell Yarwyck)
- Michael Condron (Bowen Marsh)
- Hattie Gotobed (Ghita)

Le sacrifice de Shireen a permis la fonte des neiges favorable à la prise de Winterfell. Mais Stannis apprend que la moitié des hommes a déserté avec tous les chevaux pendant la nuit, ainsi que le suicide de sa femme Selyse par pendaison. Peu après, il apprend également que Mélisandre vient de quitter le campement. Malgré cela, il décide de combattre les Bolton, mais son armée inférieure en nombre est décimée. Le roi est lui-même gravement blessé, ce qui permet à Brienne de le retrouver et de l'exécuter pour la mort de Renly. À Winterfell, Sansa tente de prévenir Brienne mais celle-ci étant absente, la jeune femme essaie de fuir avant que Myranda ne s'interpose et la menace d'un arc tendu en main. Prostré, Theon finit par réagir et balance Myranda du haut d'une passerelle. Il empoigne ensuite Sansa et tous deux sautent du haut de la muraille dans la neige épaisse, juste au moment où l'armée de Ramsay rentre victorieuse.
À Braavos, Arya met à profit sa formation de Sans-visage pour tuer Meryn Trant sans autorisation. Ayant dépossédé le dieu multi-face par son acte, Jaqen se suicide devant elle, avant qu'elle le voit réapparaitre derrière elle en enlevant le visage de l'Orpheline. Arya enlève alors le visage de Jaqen sur le mort, puis enlève les autres et découvre le sien. A ce moment-là, Arya devient aveugle par punition.
Jaime, Bronn, Trystane et Myrcella s'apprêtent à quitter Dorne pour la capitale. En adieu, la jeune femme reçoit un baiser d'Ellaria. Une fois le bateau parti, Myrcella confesse à Jaime qu'elle sait qu'il est son père et non son oncle et qu'elle en est heureuse. Mais Myrcella commence alors à saigner du nez et s'effondre mortellement. Sur le quai de Dorne, Ellaria commence elle aussi à saigner, puis avale un contrepoison, sa vengeance accomplie.
Jorah et Daario partent en expédition afin de retrouver Daenerys et laissent la charge de Meereen à Tyrion faute de mieux, secondé par Ver Gris et Missandei. Tyrion voit également réapparaître Varys pour une aide bienvenue pour administrer la cité. Dans les Terres sauvages, Daenerys demande à Drogon de la ramener à Meereen mais la créature est blessée et repue de son dernier repas. Daenerys part alors seule dans la vallée et tombe sur de nombreux cavaliers Dothraki qui l'encerclent.
Afin d'échapper au grand septuaire, Cersei confesse sa liaison avec Lancel, omettant toutefois celle avec son frère. Le Grand Moineau la condamne alors à effectuer une marche d'expiation, nue et les cheveux coupés, à travers toute la ville et sous les huées du peuple. Arrivée au palais les pieds ensanglantés, les conseillers et Qyburn l'accueillent et un imposant garde en armure et au visage casqué sous les traits de Clegane emporte la reine dans ses bras, bien décidée à se venger.
- Cet épisode a suscité de vives réactions parmi les fans de la série qui ont exprimé pendant plusieurs mois leur émotion sur les réseaux sociaux et dans le monde, à cause notamment de la destinée tragique d'un des personnages principaux, survenu lors de la scène finale[24],[25],[26].
- Disparition officielle de la Maison Baratheon. Tommen, dernier survivant, étant en réalité le fils de Jaime Lannister, et Gendry ne portant pas officiellement le nom Baratheon car il est né batard